# Meliscaeva splendida
Meliscaeva splendida är en tvåvingeart som beskrevs av Huo, Ren och Zheng 2007. Meliscaeva splendida ingår i släktet flickblomflugor, och familjen blomflugor. Inga underarter finns listade i Catalogue of Life.